# Дворец бракосочетания (Алма-Ата)
Дворец бракосочетания — здание в Алма-Ате, предназначенное для проведения бракосочетаний, памятник архитектуры местного значения.

## История
Первое в Казахстане здание Дворца бракосочетания было построено по решению первого секретаря ЦК КП Казахской ССР Динмухамеда Кунаева. Открытие состоялось 22 ноября 1971 года. Расположилось здание на проспекте Абая, в живописном месте рядом рекой Весновка. Здание возведено по проекту архитекторов Мендикулова Малбагара, Александра Леппика и инженера Оразымбетова Нургазы. Авторами художественного оформления здания: стенной живописи, мозаики и чеканки были художники: Молдахмет Кенбаев и Цивчинский Николай.

## Архитектура и оформление
Дворец бракосочетания представляет двухэтажное, круглое в плане здание. Состоит из цилиндрических объёмов, символизирующих два обручальных кольца, одно в другом. Основу конструкции составляет полый железобетонный каркас круглой формы, диаметром в 34 метра. Стены и кровля монолитные на ригелях, в железобетонном каркасе. Фасад облицован белым мрамором, разделенный круговым сплошным остеклением. Цокольная часть с северной стороны, скрытая рельефом, отделана полированным гранитом. Солнцезащитные устройства (решетки), опоясывающие (как пояс) сплошным кольцом окна, геометрический узор которых выполнен в виде национального орнамента, придают зданию легкость, нарядную торжественность и выразительность. Интерьер здания выполнен в виде казахской юрты.
Оригинальность внутреннему интерьеру здания предавали вестибюль и залы торжеств, изначально богато декорированные белым мрамором, беломраморные колонны, габбро и полированным дубом. На 1-м этаже располагался двухцветный вестибюль, комнаты жениха и невесты, ритуальный зал. Из центра вестибюля беломраморная лестница ведет на 2-й этаж, где находится зал торжеств бракосочетания. В цокольном этаже по проекту были размещены административно-служебные помещения, зал сувениров и подарков, соединенные широкой обходной галереей. В центре была размещена объемная хрустальная люстра, имевшая многочисленные светильники.

#### Художественное оформление
Стены второго этажа Дворца были украшены оригинальной живописью художников Молдахмета Кенбаева и Николая Цивчинского, на которых были изображены казахские молодые девушки и парни в национальных костюмах, второй этаж венчал медный барельефный фриз в национальном казахском стиле. С задней внешней стороны фасада художниками было выполнено мозаичное панно из смальты, на котором изображены казахская влюбленная пара, два скакуна и два лебедя. У главного центрального входа художниками была выполнена чеканка лиц парня и девушки.
В конце 1987 года оригинальная живопись в национальном стиле на стенах второго этажа подверглась намеренному уничтожению, стены закрашены.

## Памятник архитектуры
С 1979 года здание Дворца бракосочетание присвоен статус памятника архитектуры местного значения, здание входит в государственный список памятников истории и культуры Алматы.

## Реконструкция
В 2001 году Дворец бракосочетания был подвергнут реконструкции, которую выполнили вместо требуемой по закону реставрации, так как здание является памятником архитектуры местного значения. В результате реконструкции внутренние интерьеры здания полностью были переделаны, со второго этажа исчез венчающий медный барельефный фриз в национальном казахском стиле, оригинальная хрустальная люстра и чеканка у главного входа. К главному входу была пристроена пристройка, внутренние колонны лишились белого мрамора.
В 2013 году проводилась очередная капитальная реконструкция здания, с фасада частично исчезла мраморная отделка, вместо которой появились гипсокартон и лепнина. Оригинальные оконные рамы были заменены на другие.
В 2017 году здание было передано в аренду частному собственнику, которым вновь была проведена очередная реконструкция здания. У главного входа здания демонтирована пристройка, установлена мозаика. Фасад отделан частично китайским мрамором. Перед главным входом, частным владельцем изменен исторический облик прилегающий территории. Был демонтирован лестничный марш состоящий из 6 ступеней (плит) красного гранита, вместо которых установлены серые (ступени) плиты в количестве 5 единиц. Снесены розарий и его декоративная чугунная ограда, ели обрезаны. Демонтированы флагштоки с государственным флагом и флагом города.

## Собственники
С момента основания «Дворец бракосочетания» как государственное учреждение находился в государственной собственности и управлении, с 2001 года в юридическом статусе Коммунального государственного казенного предприятия (КГКП) «Жас Отау» аппарата акима г. Алматы. В 2013 году постановление акима Есимова г. Алматы от 03.06.2013 № 2/467 преобразовано в ТОО «Жас Отау» со 100 % участием государства в лице акимата. В 2016 году решением акима Байбека дворец решено передать в управление частной компании ТОО «Алтын Дән Қазақстан». Постановлением акима Байбека от 30.09.2016 г. № 3/484 ТОО «Жас Отау» ликвидировано. Акиматом заключен договор доверительного управления за № 26 от 02 декабря 2016 года, согласно которому ТОО «Алтын Дән Қазақстан» получило здание Дворца бракосочетания в свою собственность сроком на 20 лет.